# Среднекорсинское сельское поселение
Среднекорсинское се́льское поселе́ние — муниципальное образование в Арском районе Татарстана Российской Федерации.
Административный центр — деревня Средняя Корса.

## Географическое положение
Среднекорсинское сельское поселение граничит со следующими административными субъектами: на юге — Сабинский район, на востоке — Смак-Корсинское сельское поселение Арского района, на западе — город Арск, на севере — Казанбашское сельское поселение Арского района.
От станции Арск через сельское поселение проходит асфальтированная дорога, по ней ходит автобус по маршруту «Арск-Сиза».

## История
Статус и границы сельского поселения установлены Законом Республики Татарстан от 31 января 2005 года № 7-ЗРТ «Об установлении границ территорий и статусе муниципального образования "Арский муниципальный район" и муниципальных образований в его составе».

## Население
| 2010  | 2011  | 2012  | 2013  | 2014  | 2015  | 2016  |
| ----- | ----- | ----- | ----- | ----- | ----- | ----- |
| 1069  | ↘1068 | ↘1063 | ↘1055 | ↗1061 | ↘1024 | ↘1021 |
| 2017  | 2018  |       |       |       |       |       |
| ↘1009 | ↗1016 |       |       |       |       |       |

## Состав сельского поселения
| № | Населённый пункт | Тип населённого пункта          | Население |
| - | ---------------- | ------------------------------- | --------- |
| 1 | Алан             | деревня                         |           |
| 2 | Верхняя Корса    | село                            |           |
| 3 | Курайван         | деревня                         |           |
| 4 | Нижняя Корса     | деревня                         |           |
| 5 | Сарай-Чекурча    | железнодорожный разъезд         |           |
| 6 | Сарай-Чекурча    | село                            |           |
| 7 | Средняя Корса    | деревня, административный центр |           |

## Местное самоуправление
Глава сельского поселения — Вафина Рамзия Рамазановна.

## Заслуженные граждане
- Гилязетдинов Рауф Гимадетдинович — Заслуженный работник сельского хозяйства РТ
- Сабиров Мансур Сабирович — Заслуженный животновод РТ
- Гайнутдинов Фарит Гаптелфартович — Заслуженный механизатор сельского хозяйства ТатАССР
- Гибадуллин Тахир Коттусович — Заслуженный механизатор сельского хозяйства РТ
- Яруллин Ракип Аюпович — Заслуженный механизатор сельского хозяйства ТатАССР
- Фатыхов Хатим Фатыхович — имеет орден «Трудового Красного знамени»
- Фасхутдинов Илгизар Яруллович — имеет орден «Трудового Красного знамени»
- Мухамадиева Розалия Галимзяновна — имеет орден «Трудового Красного знамени»